# Fita adesiva

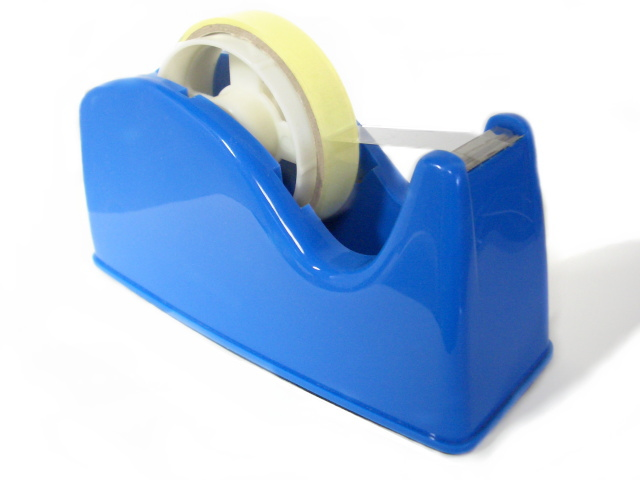
Rolo de fita adesiva, também chamado porta-durex no Brasil.

Fita adesiva, fita gomada ou fita-cola é uma fita de pano, papel ou plástico, com uma (por vezes ambas) superfície coberta por uma substância colante, usada para juntar duas superfícies.
No Brasil é comum chamar durex à fita adesiva transparente de tamanho unico de aproximadamente um centímetro de largura, usada para colar papel ou papelão. O nome de durex teve origem no produto fabricado pela empresa de mesmo nome no Brasil a partir de 1948 , nome esse que acabou por se aplicar a todos os produtos semelhantes.
Há vários tipos de fita adesiva, entre eles a fita-crepe.

## Fita de tecido
As fitas adesivas particularmente resistentes ao stress são reforçadas com tecido ou tecido feito de plásticos particularmente resistentes ao rasgamento. O reforço é geralmente anisotrópico com o efeito principal na direcção longitudinal. Por conseguinte, as fitas podem ser frequentemente arrancadas à mão na direcção transversal, o que facilita a sua aplicação.

## Histórico
O adesivo sensível à pressão (PSA), um componente chave de algumas fitas adesivas, foi desenvolvido pela primeira vez em 1845 pelo cirurgião Dr. Horace Day. Em 1901, o alemão Oscar Troplowitz inventou um adesivo chamado  Leukoplast  para a empresa alemã  Beiersdorf AG. Em 1936, a empresa alemã Beiersdorf AG inventou um adesivo transparente chamado "Tesa".